# Honeywell
Honeywell International, Inc. je ameriški mednarodni konglomerat, ki proizvaja izdelke za široko potrošnjo, komponente za avtomobile, reaktivne letalske motorje, avioniko in letalske instrumente, obrambne in orožarske sisteme, vesoljske sisteme, sisteme za avtomatizacijo in drugo. Izdeluje tudi radarske sisteme in vremenske radarje ter APU. 
Podjetje ima zaposlenih 131 000 delavcev, od tega 58 000 v ZDA.